# Fort Augustus et Fort Edmonton
Les Fort Augustus et Fort Edmonton sont un lieu historique national du Canada situé à Lamoureux, en Alberta, à quelques kilomètres de l'autoroute 15 sur Range Road 223B. Il est désigné le 25 mai 1923.

## Localisation
Les forts sont situés à Lamoureux, sur un site situé le long de Range Road 223B et de la North Saskatchewan River, à cinq kilomètres au nord de Fort Saskatchewan et à trente kilomètres au nord-est d'Edmonton.

## Description
Les deux forts, séparés d'à peine quelques mètres, ne sont plus visible en surface, seul un polygone permet de délimiter l'emplacement des anciens forts tandis qu'un cairn apposé d'une plaque permet de savoir que deux forts étaient présents,.

### Plaque
La plaque apposée au cairn permet de connaitre les éléments historiques et patrimoniaux de bases à la compréhension du lieu historique national :
« Pour devancer ses concurrents, Angus Shaw, de la Compagnie du Nord-Ouest, érigea le fort Augustus dans la dépression en contrebas, au printemps de 1795. À l'automne, William Tomison, de la Compagnie de la Baie d'Hudson, établit, à moins d'un tir de mousquet de là, un poste rival, Edmonton House. C'étaient alors les deux postes les plus à l'ouest sur la Saskatchewan. Mais, dès 1801, les ressources presque épuisées par la concurrence, les deux postes furent remontés le long de la rivière jusqu'à l'emplacement actuel d'Edmonton. »